# Katharine Hepburn
Katharine Houghton Hepburn (Hartford, Connecticut, 12. svibnja 1907. – Old Saybrook, Connecticut, 29. lipnja 2003.) bila je američka filmska, televizijska i kazališna glumica, naširoko poznata po svojoj oštroumnosti, otmjenosti iz Nove Engleske i žestokoj neovisnosti.
Filmska legenda Hepburn drži rekord s najviše osvojenih Oscara. Hepburn je 1975. dobila i nagradu Emmy za glavnu ulogu u Ljubavi u ruševinama, gdje je nastupila sa svojim prijateljem Laurenceom Olivierom, a tijekom sedamdesetogodišnje karijere bila je nominirana za još četiri Emmyja i dvije nagrade Tony. Godine 1999., Američki filmski institut proglasio ju je najvećom ženskom zvijezdom filma svih vremena.
Hepburn je bila u poznatoj dugogodišnjoj vezi sa Spencerom Tracyjem, na filmu i izvan njega.

## Rane godine
Hepburn je rođena u Hartfordu, Connecticut, u obitelji dr. Thomasa Norvala Hepburna, uspješnog urologa iz Virginije, i Katharine Martha Houghton. Hepburnin otac čvrsto je podržavao ideju da se objave informacije o opasnostima spolnih bolesti u vrijeme kad se o tome nije govorilo. Hepburnina majka bila je aktivistica za ženska prava. Hepburnovi su zahtijevali češću obiteljsku raspravu o ovim temama i mnogim drugima, a kao rezultat svega njihova su djeca bila upoznata s društvenim i političkim problemima. Djeca Hepburnovih nikad nisu napuštala sobu bez obzira o čemu se govorilo. Jednom se vrlo mlada Katharine Hepburn pridružila majci u prosvjedu za izjednačavanje ženskih prava. Roditelji su djecu ohrabrivali da izraze svoja mišljenja o svim pitanjima, uključujući seks. "Mnogi su nas prezirali, ali smo uživali u tome", rekla je poslije Hepburn o svojoj smionoj liberalnoj obitelji.
Njezin otac inzistirao je da njegova djeca budu sportaši te ih je upisivao na plivanje, jahanje, golf i tenis. Hepburn, koja je htjela udovoljiti svojem ocu, izrasla je u dobrog sportaša u svojim tinejdžerskim godinama. Bavila se umjetničkim klizanjem, golfom i plivanjem.
Dana 3. travnja 1921., dok je posjećivala prijatelje u Greenwich Villageu, Hepburn je pronašla starijeg brata Toma (rođenog 8. studenog 1905.), kojeg je smtrala svojim idolom, kako visi s grede potkrovlja na užetu. Njezina obitelj poricala je da je se sam ubio, govorivši kako je bio sretan dječak. Inzistirali su na tome kako je to bio eksperiment koji je pošao u krivom smjeru. Bilo je špekulacija kako je dječak pokušavao izvesti trik koji je vidio u sestrinoj predstavi. Katharine je bila duboko pogođena njegovom smrću i pala u depresiju. Nije se družila s vršnjacima, a većinom se školovala u kući. Mnogo je godina slavila Tomov rođendan (8. studenog) kao svoj.
Školovala se u koledžu Kingswood-Oxford School prije nego što je otišla na Byrn Mawr College, gdje se govorilo kako je izbačena zbog pušenja i kršenja redarstvenog sata. Završila je povijest i filozofiju 1928., iste godine kad je debitirala na Broadwayu.
Iste godine se udala za otmjenog biznismena Ludlowa ("Luddy") Ogden Smitha, kojeg je upoznala dok je pohađala Byrn Mawr. Hepburnin i Smithov brak bio je klimav od početka - ona je inzistirala da on promijeni ime u S. Ogden Ludlow, kako je ne bi miješali s poznatom glazbenicom, Kate Smith. Razveli su se u Meksiku 1934. Bojeći se da meksički razvod nije legalan, Ludlow se drugi put razveo u SAD-u 1942., a nekoliko dana poslije se ponovno oženio. Iako je njihov brak bio promašaj, Katharine Hepburn često je isticala svoju zahvalnost na njegovoj financijskoj i moralnoj potpori u ranim danima njezine karijere. "Luddy" je ostao dugogodišnji prijatelj s njom i njezinom obitelji.
Dana 21. rujna 1938. kuću Hepburnovih u Old Saybrooku, Connecticut, uništio je uragan. Hepburni su pobjegli netom prije samog udara.

## Karijera

### Kazalište
Hepburn je svoje glumačke vještine počela brusiti na Byrn Mawru, a poslije u repertoarnim kazalištima. Tijekom zadnje godine na Byrn Mawru, Hepburn je upoznala mladog producenta koji je imao repertoarno kazalište u Baltimoreu, Maryland, koji ju je angažirao za nekoliko manjih uloga.
Njezina prva glavna uloga bila je u produkciji The Big Pond, koja se prikazivala u Great Necku, New York. Producent je u zadnji trenutak otpustio glavnu glumicu i zamolio Hepburn da uskoči na to mjesto. Bila je to katastrofa, Hepburn je zakasnila na predstavu, a onda zaboravljala svoje rečenice, spoticala se i govorila tako brzo da je bila gotovo nerazumljiva. Dobila je otkaz, ali je nastavila raditi u manjim repertoarnim kazalištima kao zamjena za druge glumice.
Kasnije je bila angažirana za manju ulogu u broadwayskoj predstavi, Art and Mrs. Bottle. Hepburn je ponovno dobila otkaz, iako je ponovno angažirana kad redatelj nije uspio pronaći nikoga da je zamijeni. Nakon još jednog ljeta u repertoarnim kazalištima, 1932. je Hepburn dobila ulogu Antiope, amazonske princeze u predstavi The Warrior's Husband, u kojoj je nosila kratki kostim, a dobila je odlične kritike. Hepburn je osvojila New York, a o njoj se već počelo govoriti u Hollywoodu.
U predstavi, Hepburn je ušla na pozornicu skočivši preko stepenica noseći velikog jelena na ramenima - skaut RKO-a (Leland Hayward, s kojim će se poslije uspustiti u vezu) bio je impresioniran njezinim tjelesnim sposobnostima pa ju je zamolio da dođe na probu za sljedeći projekt studija, A Bill of Divorcement, u kojem su nastupali John Barrymore i Billie Burke.
U pravom Hepburninom stilu, zahtijevala je plaću od 1500 dolara tjedno za film (u to vrijeme zarađivala je između 80 i 100 dolara tjedno). Nakon probe, RKO je udovoljio njezinim zahtjevima i angažirao ju. Sa 171 cm, Hepburn je bila jedna od najviših ženskih zvijezda svojeg vremena. Njezina filmska karijera počela je uz legendarnog glumva Johna Barrymorea i redatelja Georgea Cukora, koji će joj ostati dugogodišnji prijatelj i suradnik. U jednom od mnogobrojnih Barrymoreovih pokušaja da je odvede u krevet, štipnuo ju je za stražnjicu na setu. Rekla je, "Ako to još jednom napraviš, prestat ću glumiti." Barrymore je odvratio, "Nisam ni znao da si počela, draga."

### Film
RKO je bio oduševljen reakcijom publike na A Bill of Divorcment i angažirao Hepburnovu novim ugovorom. Ali njezino nekonformističko, anti-holivudsko ponašanje izvan filma, koje ju je učinilo jednom od najomiljenijih filmskih zvijezda i ikonom feminizma, nije odgovaralo šefovima studija koji su se bojali kako nikad neće postati superzvijezda. Iako je bila tvrdoglava, njezina radna etika i talent bili su neporecivi, a sljedeće godine (1933.), Hepburn je osvojila svog prvog Oscara za najbolju glumicu, za izvedbu u filmu Jutarnja slava. Iste godine, Hepburn je utjelovila Jo u filmskoj ekranizaciji Malih žena, koji je srušio sve rekorde na box-officeu.
Opijena svojim uspjehom - Oscar pa veliki kino-hit - Hepburn je osjećala kako je vrijeme da se vrati kazalištu. Odabrala je Jezero, ali RKO to nije dopustio pa se vratila u Hollywood kako bi snimila film za brzi zaborav, Spitfire (1933.).
Godine 1935. je Hepburn osvojila svog drugog Oscara za ulogu u filmu Alice Adams. 1938. je već bila zvijezda pa je počela nastupati i u komedijama kao što su Bringing Up Baby i Ulaz na pozornicu, koje je kritika dobro prihvatila. Ali je zato odaziv publike bio mlak, pa ju ni dobre kritike nisu spasile od serije promašaja (The Little Minister, Spitfire, Break of Hearts, Sylvia Scarlett, A Woman Rebels, Mary of Scotland, Quality Street). Budući da su svi ovi filmovi bili neuspjesi na box-officeu, Hepburnina karijera krenula je silaznom putanjom.

### "Otrov box-officea"
Neke od osobina zbog kojih Hepburnovu vole i danas - njezina nekonvencionalnost, izravnost, anti-holivudski stav - u to vrijeme su počele ljutiti publiku. Iskrena intelektualka oštrog jezika, prkosila je stereotipima o "plavušama seks-bombama" te ere, noseći obično ženska odijela i prezirući šminku. Slavan je bio njezin teški odnos s novinarima, redovito je odbijala intervjue pa ju publika nije bolje upoznala. Kad je govorila u medijima, govorila je laži zabavljajući samu sebe. Hepburn se s medijima prvi put susrela nakon uspjeha filma A Bill of Divorcement, a novinari su okupirali kabinu na brodu City of Paris u kojoj su bili smješteni ona i njezin muž. Novinar ju je upitao jesu li oni zapravo u braku; Hepburn je odvratila, "Ne sjećam se." Nakon toga, drugi novinar ju je upitao imaju li djece; Hepburn je odgovorila: "Dvoje bijele i troje crne." Njezina averzija prema medijima potrajala je do 1973., kad se pojavila u The Dick Cavett Show kako bi dala intervju koji se rastegnuo na dva dana.
U ranoj karijeri je često znala biti zajedljva prema obožavateljima - iako je to popuštalo dok je starila, Hepburn je često odbijala zahtjeve za autogramom, smatrajući to nasrtanjem u njezinu privatnost. Međutim, na filmskim setovima se često družila s ljudima i rukovala se s njima. Unatoč tome, njezina sklonost da odbija davati autograme i odgovara na osobna pitanja donijela joj je nadimak "Katharine od Arogancije" (aluzija na Catherine od Aragona). Ubrzo je publika počela zazirati od njezinih filmova.
Dok se Hepburn oporavljala od serije neuspjeha, 1938. se pojavila anketa u kojoj su ona (zajedno s Fredom Astaireom, Joan Crawford, Marlene Dietrich i drugima) proglašena "otrovom box-officea". 1939. je trebala učiniti uslugu producentu Davidu O. Selznicku i glumiti Scarlett O'Haru jer nitko nije htio ulogu. Hepburn je govorila kako nema dovoljno seksepila kojeg je uloga zahtijevala i rekla Selznicku kako njegov studio treba drugu glumicu koja ga ima. Hepburn je ipak temeljito vježbala za ulogu za slučaj da Selznick ne nađe odgovarajuću glumicu. Noć prije roka, Selznick je konačno angažirao Vivien Leigh. Nepoznata Hepburnovoj i ostatku Hollywooda, Vivien Leigh je već trebala prije biti angažirana za ulogu, ali to se ipak nije dogodilo zbog britanskog naglaska. Osim toga, izazvalo bi kontroverze jer je bila u vezi s Laurenceom Olivierom dok se on razvodio. Ogromna "potraga za Scarlett" bila je orkestrirana kako bi se činilo da nijedna druga glumica ne odgovara ulozi, što je izazvalo još veći šok kad je ulogu dobila Vivien Leigh. Hepburn je poslije bila djeveruša na vjenčanju Leigh i Oliviera 1940. Ostale su prijateljice sve do Leighine smrti, 1967.
Žudeći za povratkom u kazalište, Hepburn se vratila korijenima na Broadway, nastupivši u predstavi Priča iz Philadelphije, drami koju je posebno za nju napisao Philip Barry, a godinu dana kasnije je nastupila u filmskoj verziji njegove drame Holiday. Uz pomoć bivšeg ljubavnika Howarda Hughesa, otkupila je prava na predstavu i prodala ih MGM-u, koji je adaptirao dramu u najveći hit 1940. Kao dio dogovora s MGM-om, Hepburn je trebala odabrati redatelja - Georgea Cukora - i ostale glumce - Caryja Granta i Jamesa Stewarta. Nominirana je za Oscara za najbolju glumicu. Pojačala je Stewartovu izvedbu, koji je dobio Oscara. Njezina karijera oživjela je gotovo preko noći.

### Hepburn i Spencer Tracy
Hepburn je prvi put nastupila sa Spencerom Tracyjem u filmu Žena godine (1942.), kojeg je režirao George Stevens. Iza kulisa par se zaljubio, počevši ono što će postati jedna od najpoznatijih filmskih romansi, iako je Tracy već bio oženjen.
Postali su jedan od najprepoznatljivijih holivudskih parova i na filmu i općenito. Hepburn, sa svojom oštroumnošću i osobitim naglaskom Nove Engleske, nadopunila je Tracyjev radnički mačizam. Kad ih je Joseph Mankiewicz upoznao, Hepburn, koja je nosila visoke potpetice koje su nadodale nekoliko centimetara njenoj vitkoj pojavi, je rekla, "Bojim se da sam previsoka za vas, g. Tracy". Mankiewicz je uzvratio, "Ne brini se, ubrzo će te on stesati". U Hepburninom nekrologu iz Daily Telegrapha stoji: "Hepburn i Spencer Tracy bili su najprivlačniji kad su se najžešće svađali: bilo je teško reći uživaju li više u svađi ili jedno u drugome."
Većinom bi u njihovim zajedničkim filmovima najviše iskrilo kad su pokušavali naći ravnotežu snage. Seksi rječkanja oko moći i kontrole gotovo uvijek bi se rješavala dogovorom. Zajedno su se pojavili u devet filmova, među ostalim Adamovo rebro (1949.), Pat i Mike (1952.) i Pogodi tko dolazi na večeru (1967.), za koji je Hepburn dobila svoj drugi Oscar kao najbolja glumica.
Par je vješto skrivao svoju vezu od javnosti, koristeći stražnje ulaze u studija i hotele, izbjegavajući novinare. Hepburn i Tracy bili su par za desetljeća, ali nisu živjeli zajedno sve do zadnjih Tracyjevih godina. I tada su živjeli u odvojenim kućama. Tracy, katolik, bio je oženjen s Louise Treadwell od 1923. i nikada se nije formalno razveo.
Prije Tracyja, Hepburn je imala nekoliko veza s holivudskim redateljima i poznatim osobama, kao što je Leland Hayward. Poznata je njezina veza s milijarderom, avijatičarom Howardom Hughesom. Tracy joj je, međutim, bio jedina prava ljubav. Hepburn je uzela pet godina pauze nakon filma Dugo putovanje u noć (1962.) kako bi se brinula za Tracyja, kojemu se zdravlje sve više pogoršavalo. Iz poštovanja prema Tracyjevoj obitelji, Hepburn nije bila na sprovodu. Opisala je kako je bila prežalosna da uopće pogleda Pogodi tko dolazi na večeru, rekavši kako je film probudio sjećanja na Tracyja koja su bila prebolna.
Lik Hepburnove se pojavljuje i u biografskom filmu Martina Scorsesea o Howardu Hughesu iz 2004., Avijatičar. Međutim, film je izmišljeni prikaz Hepburnine i Hughesove veze, a mnogi dijelovi filma vezani za njihovu vezu su netočni. Hepburn nije, kao što je prikazano u filmu, ostavila Hughesa zbog Tracyja; Hepburn i Hughes su se razišli nekoliko godina prije, 1938.

### Afrička kraljica
Hepburn je možda najviše ostala u sjećanju po ulozi u filmu Afrička kraljica (1951.), za koju je primila petu nominaciju za Oscara, ali je nagradu ipak odnijela Vivien Leigh za film Tramvaj zvan čežnja. Glumila je ukočenu usidjelicu misionarku u Africi koja uvjerava lika kojeg glumi Humphrey Bogart, kapetana broda i alkoholičara, da iskoristi svoj brod za napad na njemački brod.
Film je sniman većinom u Africi, a gotovo svi glumci i ekipa su oboljeli od malarije i dizenterije - osim redatelja Johna Hustona i Bogarta, koji uopće nisu pili vodu. Hepburn, kćer urologa, nije odobravala njihovo piće i savjesno pila litre vode svaki dan njima u inat. Tako je obolila od dizeneterije da je bolovala i kad se vratila kući, nekoliko mjeseci poslije snimanja. Putovanje i film tako su se snažno odrazili na nju da je napisala knjigu o snimanju filma: The Making of the African Queen: Or How I Went To Africa With Bogart, Bacall and Huston and Almost Lost My Mind, koja je postala bestseler kad je njoj bilo 77 godina.

### Kasnija filmska karijera
Nakon Afričke kraljice Hepburn je često glumila usidjelice, a najviše se ističu izvedbe u filmovima Ljetno doba (1955.) i Čudotvorac (1956.), iako su je neki smatrali prestarom za takve uloge, jer je imala 49 godina. Zaradila je i nominacije za najbolju glavnu glumicu u filmovima adaptiranim iz kazališnih drama, kao gđa. Venable u drami Tennesseeja Williamsa Iznenada, prošlog ljeta (1959.) i Mary Tyrone u filmskoj verziji drame Eugenea O'Neilla iz 1962., Dugo putovanje u noć.
Hepburn je osvojila svog drugog Oscara za ulogu u filmu Pogodi tko dolazi na večeru. Uvijek je govorila kako vjeruje da je nagrada bila počast Spenceru Tracyju, koji je umro ubrzo nakon završetka snimanja. Sljedeće godine je osvojila rekordnog trećeg Oscara za ulogu Eleanor od Aquitanije u filmu Zima jednog lava, nagradu koju je podijelila s Barbrom Streisand za njezinu izvedbu u filmu Smiješna djevojka. Peter O'Toole, njezin partner u Zimi jednog lava, rekao je u mnogim intervjuima kako mu je Hepburn najdraža suradnica. On i Hepburn ostali su veliki prijatelji sve do njezine smrti. O'Toole je svoju kćer, Kate O'Toole, nazvao po Hepburnovoj.
Hepburn je nastavila snimati filmske adaptacije kazališnih drama, kao što su The Madwoman of Chaillot (1969.), Žene iz Troje (1971.) (Euripidova drama), i drama Edwarda Albeeja, A Delicate Balance (1973.).
Godine 1975. je osvojila nagradu Emmy za glavnu žensku ulogu u televizijskoj drami Ljubav među ruševinama, u kojoj je nastupio i Laurence Olivier, a režirao George Cukor. Nastupila je i s Johnom Wayneom u filmu Rooster Cogburn, što je zapravo bila western verzija Afričke kraljice. Za ulogu u filmu Ljetnikovac na Zlatnom jezeru (1981.) osvojila je svog četvrtog Oscara, a nastupila je zajedno s Henryjem Fondom. Godine 1994. je snimila svoja posljednja tri filma - Jedan Božić, temeljen na kratkoj priči Trumana Capotea, remake Ljubavne afere i Ovo ne može biti ljubav, koji je režirao jedan od njezinih najboljih prijatelja, Anthony Harvey.

## Smrt
Hepburn je umrla 29. lipnja 2003. prirodnom smrću u Fenwicku, u obiteljskoj kući Hepburnovih u Old Saybrooku, Connecticut. Imala je 96 godina. U počast njezinom kazališnom radu, na jedan sat su prigušena svjetla na Broadwayu.
Knjiga A. Scott Berga, Kate Remembered, objavljena je samo trinaest dana nakon njezine smrti. Dokumentira njezino prijateljstvo s Bergom. Knjiga je predstavljena kao autobiografija, ali to je New York Times doveo u pitanje.
Godine 2004., prema Hepburninim željama, sve što je posjedovala stavljeno je na aukciju u Sotheby'su u New Yorku. Brižno je skupljala veliku količinu materijala vezanog za svoju karijeru u Hollywoodu, kao i osobne stvari kao što je bista Spencera Tracyja koju je sama napravila, i vlastita ulja na platnu. Aukcijom je skupljeno nekoliko milijuna dolara, koje je Hepburn ostavila obitelji i bliskim prijateljima, kao što je televizijska novinarka Cynthia McFadden.

## Glasine o biseksualnosti
Nakon njezine smrti izašlo je nekoliko knjiga koje govore da je Hepburn bila biseksualka te da su njezine poznate veze sa Spencerom Tracyjem,  Johnom Fordom i Howardom Hughesom preuveličane. Prema tim knjigama, Hepburn je bila u vezi s nekoliko žena među kojima su i nasljednica American Expressa, Laura Harding (1902. – 1994.), s kojom je bila dobra prijateljica; Jane Loring, filmska montažerka za Dorothy Arzner i druge redatelje te glumica Elissa Landi. U svojoj knjizi, Kate: The Woman Who Was Hepburn (2006.), holivudski biograf William J. Mann tvrdi da je Hepburn imala tri ličnosti: Jimmy, Kath i Kate. Jimmy je bila prava ona (dječak), Kath je bila žena koju je predstavljala svojoj obitelji, a Kate je bila glumica i holivudska legenda koju svi znamo.
Hepburn je u svojoj autobiografiji "Me: Stories of My Life" napisala kako godinama nije znala za trač koji je kružio Hollywoodom da su Laura i ona lezbijke, te kako joj je puno godina kasnije redatelj Mark Sandrich priznao kako je vjerojatno on odgovoran za pokretanje tih glasina, krivo protumačivši jednu od njihovih šala. Kate je 1991. godine objavila autobiografiju - na iznenađenje svojih prijatelja prepunu osobnih detalja - potaknuta potrebom da razdvoji sve dijelove svoje fiktivne i stvarne ličnosti.

## Vanjske poveznice
- Katharine Hepburn u internetskoj bazi filmova IMDb-u (engl.)
- Katharine Hepburn na Internet Broadway Databaseu (engl.)
- BBC-jev nekrolog
- "Hepburn, Revisited" - William Mann u New York Timesu, 12. svibnja 2007.